# Santa Catarina Ayometla (kommun)
Santa Catarina Ayometla är en kommun i Mexiko.   Den ligger i delstaten Tlaxcala, i den sydöstra delen av landet, 100 km öster om huvudstaden Mexico City.
Följande samhällen finns i Santa Catarina Ayometla:
- Santa Catarina Ayometla